# بیت‌خمرموله
بیت‌خمرموله (به هلندی: Beetgumermolen) یک منطقهٔ مسکونی در هلند است که در منامرادیل واقع شده‌است. بیت‌خمرموله ۹۱۱ نفر جمعیت دارد.